# Hamburg in der Zeit des Nationalsozialismus
Die Hansestadt Hamburg blieb zur Zeit der Nationalsozialisten unter dem Gauleiter Karl Kaufmann ein wichtiger Wirtschaftsstandort, allerdings verlor der Handel an Bedeutung. In dieser Zeit vergrößerte sich Hamburg von 415 km² auf 755 km². Nachdem das NS-Regime den Zweiten Weltkrieg ausgelöst hatte, wurde die Hansestadt in den späteren Kriegsjahren von schweren Bombardements getroffen. Am 3. Mai 1945 übergaben die führenden Kräfte die Stadt kampflos an die Briten.

## Machtübernahme

### Erste Bürgermeister und Reichsstatthalter
Bald nach der „Machtergreifung“, von den Nationalsozialisten als Tag der nationalen Erhebung gefeiert, traten die SPD-Senatoren auf Grund der Drohungen durch Reichsinnenminister Wilhelm Frick am 3. März 1933 zurück. Zwei Tage später erklärte auch der schwer kranke Bürgermeister Carl Wilhelm Petersen von der Deutschen Staatspartei seinen Rücktritt, am 6. März vollzog auch der Senator Paul de Chapeaurouge (Deutsche Volkspartei) diesen Schritt. Die restliche Bürgerschaft wählte am 8. März mit Beteiligung von DVP und DStP einen neuen, nationalsozialistisch geführten Senat. Zum Ersten Bürgermeister wählte der Senat das NSDAP-Mitglied Carl Vincent Krogmann. Am 19. Mai wurde Krogmanns Stellung zu der eines „Regierenden Bürgermeisters“ umbenannt. Am 28. Juni 1933 fand die letzte Sitzung der Bürgerschaft statt.
Stadt und Staat Hamburg wurden durch die Gleichschaltung einem Reichsstatthalter unterstellt, zu dem am 16. Mai 1933 Karl Kaufmann bestimmt worden war, der bereits Gauleiter des Gaus Hamburg war. Die dem Gauleiter unterstellten Parteibezirke entsprachen den früheren Reichstagswahlkreisen. Im heutigen Stadtgebiet Hamburgs befanden sich anfangs außerdem die Sitze der Gauleitungen Schleswig-Holsteins (in der Stadt Altona) und Ost-Hannovers (in der Stadt Harburg-Wilhelmsburg), dessen Fläche grob dem ehemaligen niedersächsischen Regierungsbezirk Lüneburg entsprach. Sie wurden jedoch später nach Kiel bzw. Lüneburg verlegt.
Am 30. Juli 1936 wurde Krogmann von Karl Kaufmann abgesetzt, der selbst die Führung der Landesregierung beanspruchte. Kaufmann konzentrierte fünf wesentliche Ämter auf sich und verfügte daher als Gauleiter über eine ungewöhnlich große Machtfülle; seine Anhänger band er durch Geldzuwendungen aus schwarzen Kassen an sich.

Gebiet Hamburgs nach dem Inkrafttreten des Groß-Hamburg-Gesetz:
vorherige Stadt Hamburg
vorherige Stadt Bergedorf (zum Land Hamburg seit 1868)
bisherige, verbliebene Hamburger Landgebiete
hinzugekommene Stadt Altona
hinzugekommene Stadt Wandsbek
hinzugekommene Stadt Harburg-Wilhelmsburg
hinzugekommene Landgemeinden

## Territoriale Veränderungen
Mit dem Groß-Hamburg-Gesetz vom 26. Januar 1937, welches am 1. April 1937 in Kraft trat, ergaben sich für die Hansestadt große territoriale Veränderungen, die bis heute gültig sind (siehe auch Bezirke in Hamburg). Die Stadtkreise Altona, Wandsbek und Harburg-Wilhelmsburg sowie zahlreiche Gemeinden gingen von Preußen auf Hamburg über. Die Stadt hatte, trotz des Verlustes früher hamburgischer Gebiete (u. a. Cuxhaven, Geesthacht), nunmehr eine zusammenhängende Gesamtfläche von 755 km² statt zuvor von 415 km². Mit Wirkung vom 1. April 1938 wurden alle auf Hamburg übergegangenen Städte und Gemeinden mit der Stadt Hamburg zu einer einzigen Gemeinde „Hansestadt Hamburg“ zusammengeschlossen.
Das Groß-Hamburg-Gesetz regelte auch eine Reihe weiterer Gebietsveränderungen. Besonders hervorzuheben ist, dass das Land Lübeck seine Selbstständigkeit verlor und auf Preußen überging.

## Politik

### Wirtschaft
Bis 1937 war Hamburg eine eher kleinbetrieblich und mittelständisch geprägte Handelsstadt und keinesfalls eine Industriemetropole. Durch die auf Aufrüstung, Landwirtschaft und Autarkie ausgerichtete NS-Wirtschaftspolitik wurde der Handelssektor geschwächt. Dies führte dazu, dass die Arbeitslosigkeit in Hamburg deutlich höher lag und länger anhielt als im Durchschnitt des übrigen Reichs. Der Warenumschlag im Hamburger Hafen erreichte selbst 1938 noch nicht den Umfang des Jahres 1929. Durch die Aufrüstung gewann hingegen der industrielle Sektor – Großwerften und Erdölverarbeitung – an Bedeutung. 1934 wurden die Werften zu rund 70 % durch staatliche Zuschüsse finanziert. Durch das Groß-Hamburg-Gesetz von 1937 wurden industriell geprägte Ortsteile eingemeindet, so dass nun mehr Menschen in Industrie und Handwerk als bei Handel und Verkehr beschäftigt waren.
Erst zu Beginn des Jahres 1940 war der Bedarf an Arbeitskräften in der Hamburgischen Rüstungsindustrie nicht mehr zu decken, so dass zunächst Zivilarbeiter angeworben, dann aber verstärkt Zwangsarbeiter herangezogen wurden.

### Bildungswesen
Als Präsident der neugebildeten Landesunterrichtsbehörde entließ Karl Julius Witt nicht konforme Schulräte, versetzte Schulleitungen und „säuberte“ Lehrerkollegien. Bis 1935 wurden 637 Lehrkräfte zwangspensioniert, darunter viele als „Doppelverdienerinnen“ bezeichnete verheiratete Lehrerinnen. Die seit 1926 in Hamburg bestehende Ausbildung der Volksschullehrer an der Universität blieb bis 1936 bestehen, danach fand die Ausbildung an einer Hochschule für Lehrerbildung statt, ab 1941 an mehreren Lehrerausbildungsanstalten, bei denen für die Zulassung ein Abitur nicht zwingend erforderlich war.
Als Hochschulpolitiker und Rektor hatte Adolf Rein eine Schlüsselrolle bei der Selbstaufgabe der Autonomie und der Vertreibung von mehr als 90 Wissenschaftlern der Universität. Hamburger Hochschullehrer solidarisierten sich 1933 größtenteils mit der neuen Bewegung. Die Anzahl der Studierenden verringerte sich von 3594 (WS 1932/33) bzw. 2305 (WS 1934/35) bis zum Sommersemester 1939 auf 1385; dazu trugen Zugangsbeschränkungen für Studentinnen sowie die seit 1936 geänderte Lehrerausbildung bei.
Ab 1937 gab es strukturelle Unterschiede im Mittelschulwesen: Die aus Preußen eingemeindeten Mittelschulen begannen mit dem fünften Schuljahr und erhoben ein Schulgeld, ein Teil der „Althamburger“ Volksschulen hatte stattdessen einen „Oberbau“, der mit dem siebten Schuljahr begann. Ab 1938 endete die Oberschule (früher Gymnasium) mit dem zwölften Schuljahr; die Koedukation, die an Volksschulen schon von 1934 an schrittweise aufgehoben worden war, wurde gänzlich abgeschafft.

### Wohnungsbau
Die Herrschaftszeit der Nationalsozialisten hat in Hamburg keine positiven Spuren hinterlassen, wie es die Weimarer Republik mit Neubauvierteln in der Jarrestadt oder dem Dulsberg vermochte. Die Angriffe im Juli/August 1943 vernichteten 44 Prozent des ohnehin knappen Wohnraums.
Ende 1934 sprach Gauleiter Kaufmann von 18.000 fehlenden Wohnungen; 1935 bezifferte das Statistische Landesamt Hamburg die Zahl der benötigten Wohnungen auf 25.000. Auf den Wartelisten der 1933 geschlossenen Wohnungsämter waren 60.000 Familien vermerkt. Die allgemeine wirtschaftliche Besserung und Maßnahmen wie das Ehestandsdarlehen ließen die Zahl der neu geschlossenen Ehen und damit den Bedarf nach günstigem Wohnraum weiter steigen. Die Historikerin Beate Meyer nennt für April 1940 einen Mehrbedarf von 80.000 Wohnungen.
Wohnungsbau wurde Sache der Privatwirtschaft; Investitionen gingen in die Rüstung, die auch die Kapazitäten an Baufacharbeitern und Baumaterial stark beanspruchte. Geringe staatliche Darlehen zur Förderung von Wohnungsbau reichten nicht hin, um ausreichend Wohnungen zu niedrigen Mieten zu schaffen. In den Jahren bis Kriegsbeginn wurden jährlich etwa 2100 Ein- bis Dreizimmerwohnungen gebaut, die für „Normalverdiener“ erschwinglich waren: Die Anzahl neu erbauter Villen, Einzelhäuser und großer Mietwohnungen war erheblich größer.
Die propagandistisch groß herausgestellte Sanierungsaktion des Gängeviertels, bei der mit einem sozialen Brennpunkt auch eine Hochburg der KPD beseitigt wurde, leistete wenig für die Beseitigung der Wohnungsnot: Anstelle von 1140 Behausungen entstanden nur 520 neue Wohnungen. Gefördert wurden aus ideologischen Gründen Kleinsiedlerbauten am Stadtrand mit bescheidenem Einzelhaus und großem Grundstück zur Selbstversorgung, die sich als höchst problematisch erwiesen und kaum mehr als fünf Prozent der Neubauten darstellten.

### Stadtplanung
1937 beteiligte sich der Hamburger Architekt Konstanty Gutschow an einem Wettbewerb zur Gestaltung des nördlichen Hamburger Elbufers, den er – mit Empfehlung Adolf Hitlers – gewann. 1939 wurde Gutschow von Kaufmann zum „Architekten des Elbufers“ ernannt. 1941 bekam er den Titel „Architekt für die Neugestaltung der Hansestadt Hamburg“ verliehen.
Er legte einen Generalbebauungsplan für Hamburg vor, der den Ausbau der Hauptstadt der deutschen Schiffahrt zur „Führerstadt“ vorsah; mit einem 250 m hohen Gau-Hochhaus, einer Volkshalle, einer Elbhochbrücke und Hafenvergrößerung. Im Januar 1940 wurde die Produktion von Ziegeln für die Führerbauten am Elbufer als die wichtigste Aufgabe des KZ Neuengamme festgelegt.
Die Idee einer Ost-West-Durchbruchstraße hatte Gutschow übernommen. Die Pläne wurden jedoch bald als kriegsunwichtig eingestuft und ruhten. Die umfangreichen Zerstörungen im Sommer 1943 führten 1944 zu einem zweiten Generalbebauungsplan, der noch weniger Rücksicht auf gewachsene Strukturen nahm.

## Terror und Verfolgung

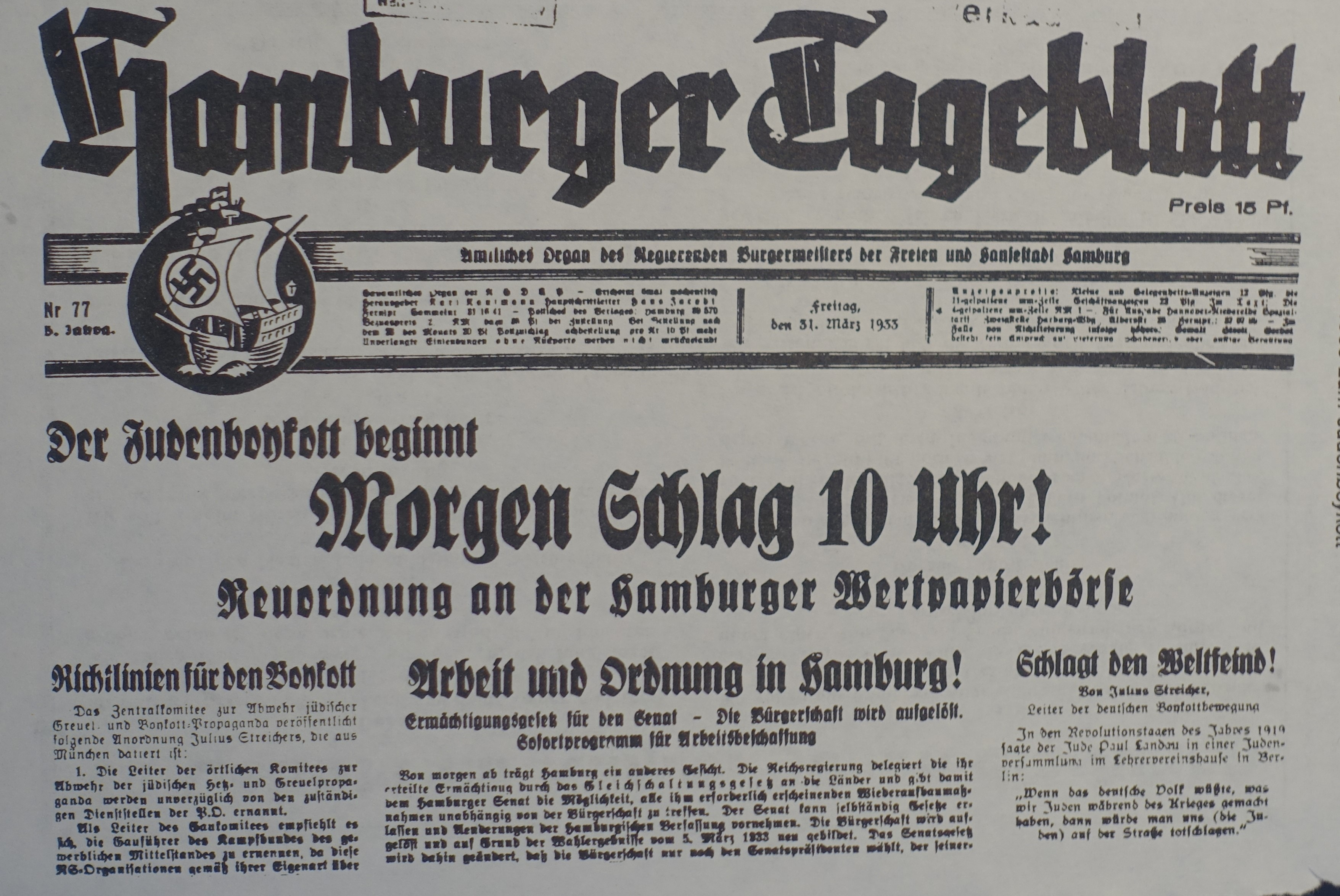
Hamburger Tageblatt vom 31. März 1933 zum Judenboykott

- Siehe auch:  Artikel zur Geschichte, die Zerstörung der jüdischen Gemeinde, das Konzentrationslager Neuengamme und seine zahlreichen Nebenlager im Stadtgebiet, die Widerstandsgruppe Bästlein-Jacob-Abshagen

Schon am 16. Mai 1940 waren etwa 550 Sinti und Roma in Hamburg – zusammen mit etwa 200 aus Schleswig-Holstein und rund 160 aus Bremen – festgenommen und vier Tage lang im Fruchtschuppen 10 am Magdeburger Hafen interniert worden. Am 20. Mai 1940 deportierte man sie vom nahegelegenen Hannoverschen Bahnhof in die Arbeitslager von Bełżec.
1933 wohnten im Bereich des späteren Groß-Hamburgs rund 19.400 Juden. Wie an zahlreichen anderen Orten Deutschlands wurden sie auch in Hamburg Opfer von Ausgrenzung, Entrechtung und unmittelbarer Verfolgung. Auf den Judenboykott und das Berufsbeamtengesetz im April 1933 folgten weitere Schritte; sie gipfelten in der Reichspogromnacht vom November 1938, die den Druck zur Flucht aus Deutschland erhöhte.
Gauleiter Kaufmann rühmte sich gegenüber Hermann Göring, er habe im September 1941 wegen der Bombenschäden den „Führer“ gebeten, die Juden evakuieren zu lassen, um dadurch Wohnraum zu gewinnen. Hitler habe dieser Anregung entsprochen. Tatsächlich hat Hitler diese Entscheidung zur Deportation von Juden aus Deutschland Mitte September 1941 getroffen. Der Höhere SS- und Polizeiführer Rudolf Querner, zugleich Leiter der Polizeiabteilung in der Hamburger Staatsverwaltung sowie Vertreter Kaufmanns in allen polizeilichen Angelegenheiten, war an den Deportationen maßgeblich beteiligt.
Beginnend im Oktober 1941 wurden 5.296 Juden in 17 Transporten über den Hannoverschen Bahnhof deportiert; andere begingen Suizid, wurden aus besetzten westeuropäischen Fluchtländern verschleppt oder fielen anderen Verfolgungsmaßnahmen wie der Aktion T4 zum Opfer. Insgesamt verloren 8.877 Hamburger Juden ihr Leben. Nach der Befreiung 1945 zählte man in Hamburg nur noch 647 Juden; die meisten davon hatten im Schutz einer Mischehe überlebt.
Sicher ermittelt werden konnten die Namen von rund 20.400 Menschen, die im Konzentrationslager Neuengamme einschließlich der Nebenlager bis Ende März 1945 starben; seriöse Schätzungen belaufen sich auf 26.800 Todesopfer. Bei den Räumungsmärschen und der Bombardierung von Schiffen wie der Cap Arkona kamen weitere 16.100 Häftlinge um.
Nach dem Krieg wurden nur ca. 8.500 Hamburger als Opfer des Nationalsozialismus anerkannt. Unter den 1.417 politischen Opfern waren auch 20 Abgeordnete der Bürgerschaft. Etwa 1.500 Täter wurden im Rahmen der Entnazifizierung bestraft.

### Justiz
Justizsenator Curt Rothenberger formte die Hamburger Justiz „zu einem willfährigen Instrument des NS-Regimes“ um. Er pensionierte, beurlaubte oder versetzte ihm nicht genehme Beamte und Richter, darüber hinaus entzog er alsbald 71 jüdischen Rechtsanwälten ihre Zulassung aufgrund des Gesetzes zur Wiederherstellung des Berufsbeamtentums und schloss 69 weitere 1938 anhand der Fünften Verordnung zum Reichsbürgergesetz aus.
Die Justizhoheit der Länder wurden zwischen 1934 und 1937 stufenweise aufgehoben; das Justizministerium konnte unmittelbar auf die Geschäftsverteilung zugreifen. Der übermächtigen Stellung Rothenbergers als Justizsenator und Präsident des Hanseatischen Oberlandesgerichts tat dieses keinen Abbruch: Es schuf für Hamburg das „System Rothenberger“. Er zog laufend Vorgänge an sich und war ständig präsent. Rothenberger verlangte eine aktive Betätigung für die „nationalsozialistische Bewegung“; 1939 waren fast alle Nachwuchskräfte und 90 % der Richter am Oberlandesgericht Parteimitglieder. Frühzeitig nahm er politischen Einfluss bei Treffen mit Behördenleitern und Gerichtspräsidenten, die in erster Linie für organisatorische Fragen einberaumt worden waren. Ab Mai 1942 ordnete er wöchentliche „Vor- und Nachschauen“ von anstehenden Strafsachen des Sondergerichts an, in denen das Strafmaß erörtert wurde und Urteile kritisiert werden konnten.
Andernorts übliche Konflikte zwischen Gauleitern und Justizleitern gab es im „System Rothenberger“ nicht: Kaufmann trug Forderungen und Wünsche der Partei direkt an den ihm befreundeten Rothenberger, der diese nach Gutdünken umsetzte. Eine enge einvernehmliche Zusammenarbeit mit dem Gestapo-Chef Bruno Streckenbach und den Höheren SS- und Polizeiführern Hans-Adolf Prützmann und Rudolf Querner führte dazu, dass diese auf Eingriffe in die Justiz verzichteten, die Justiz aber den außernormativen Terror der Gestapo duldete.
Hamburger Strafgerichte – in erster Linie das Hanseatische Sondergericht – verhängten 229 Todesurteile, die zumeist mit einer Guillotine in der Untersuchungshaftanstalt Hamburg am Holstenglacis vollstreckt wurden.

## Kriegsgeschehen
Neben den rund 16.800 Wehrpflichtigen, die im Mai 1939 eingezogen worden waren, mussten Zehntausende von Reservisten einrücken. Bereits Ende 1940 waren 1975 Hamburger im Krieg gefallen. Bis zur Kapitulation waren mehr als 100.000 Hamburger als Soldaten oder Zivilisten durch Kriegseinwirkung ums Leben gekommen.
Zwei Tage nach dem deutschen Luftangriff auf Rotterdam erfolgte ein britischer Luftangriff auf Hamburg. Bis Ende des Jahres 1940 erfolgten rund 70 Luftangriffe und 123 Luftalarme, bei denen die Bevölkerung Luftschutzkeller aufsuchen sollte. Bis zum Großangriff im Juli/August 1943 (Operation Gomorrha) kamen rund 1500 Personen ums Leben.
Im April 1940 gab es für weniger als drei Prozent der Hamburger sichere Schutzräume. Im Sommer 1943 waren Dreiviertel aller Keller ausgebaut; für 22 Prozent der Bevölkerung standen Schutzraumplätze zur Verfügung.

### Luftabwehr
Hauptartikel: Hamburger Flaktürme
In Reaktion auf die alliierten Luftangriffe auf Berlin erging am 9. September 1940 der „Führerbefehl zur Aufstellung von Flaktürmen in Berlin“, der bis Ende 1942 auf die Städte Wien und Hamburg ausgedehnt wurde, um diese vor Bombenangriffen zu schützen. Hamburg wurde während des Zweiten Weltkrieges zum Ziel alliierter Luftangriffe, da sich in der Stadt mehrere große Werften wie Blohm & Voss, Howaldtswerke, Deutsche Werft und H.C. Stülcken Sohn befanden, die U-Boote für die Kriegsmarine bauten. Die Flaktürme wurden unter der Leitung Albert Speers, dem Generalbauinspektor für die Reichshauptstadt, vom Architekt Friedrich Tamms konstruiert und durch die Organisation Todt realisiert, auch mit dem Einsatz tausender Fremd- und Zwangsarbeiter.
Für die Luftraumverteidigung Hamburgs waren drei Flakturmpaare geplant, welche in Dreiecksform über das Stadtgebiet angeordnet werden sollten, um eine gute Schussüberdeckung zu gewährleisten. Der zu jedem Gefechtsturm (G-Turm) gehörende Leitturm (L-Turm) war räumlich mindestens 100 m von diesem entfernt, damit die Vibrationen und der dichte Rauch des Flak-Mündungsfeuers nicht die Messgeräte zur Zielbestimmung beeinflussten. Meistens war der L-Turm mit Radar (beispielsweise mit dem Würzburg-Riesen) ausgestattet.
Die Flaktürme waren als vollständig autarke Einheit mit eigener Strom- und Wasserversorgung ausgelegt und verfügten über ein Krankenhaus. Durch die Erzeugung eines leichten Überdrucks im Gebäudeinneren waren diese auch gegen Gasangriffe geschützt.
Nur die zwei Flakturmpaare in St. Pauli und Wilhelmsburg wurden gebaut. Das dritte Paar sollte im Osten von Hamburg gebaut werden, was jedoch nicht realisiert wurde.
Im Januar 1944 waren 14.000 Jungen der Jahrgänge 1926 bis 1928 als Luftwaffenhelfer eingesetzt.

### Operation Gomorrha
Hauptartikel: Operation Gomorrha
Durch schwere Bombardierungen amerikanischer und britischer Flugzeugverbände im Juli und August 1943, der Operation Gomorrha, wurden mindestens 34.000 Menschen getötet und rund ein Drittel aller Wohngebäude zerstört. Etwa 125.000 Hamburger wurden verletzt, 900.000 obdachlos. Bis Kriegsende haben bei 213 Luftangriffen ca. 17.000 Flugzeuge etwa 101.000 Sprengbomben und 1,6 Mio. Brandbomben auf die Stadt abgeworfen.
Diese Angriffe begannen am 24. Juli 1943 mit der Bombardierung durch 791 britische Bomber. In den nachfolgenden Tagen griffen die Amerikaner mit 122 Bombern vom Typ Flying Fortress (Fliegende Festung) an, und störten somit die angelaufenen Bergungsarbeiten. In der Nacht vom 27. auf den 28. Juli gipfelten die Angriffe und lösten einen Feuersturm aus, den es in einem solchen Ausmaß bisher noch nie gegeben hat. Der Feuersturm vernichtete große Teile im Osten der Stadt, tötete ca. 35.000 – 45.000 Menschen und machte eine Million Menschen obdachlos. Die genaue Zahl der Toten ließ sich nie ermitteln, da viele Opfer vollständig zu Asche verbrannten.
Es traf vor allem die Stadtteile Rothenburgsort und Hammerbrook völlig unerwartet. Da die Leichen nicht schnell beseitigt werden konnten, wurde das Gebiet des Hammerbrook abgeriegelt, um wegen der erwarteten Seuchengefahr ein Betreten zu verhindern.
Es zeigte sich, dass die vorhandenen Bunker und Schutzräume völlig unzureichend waren. Daher wurde eine Evakuierung eingeleitet, die in einigen Stadtteilen noch rechtzeitig durchgeführt werden konnte, z. B. in Barmbek. Alle Bewohner, die nicht unbedingt in der Rüstungsproduktion benötigt waren, mussten die Stadt verlassen. Kinder wurden weitestgehend aus der Stadt auf das Land verschickt (Kinderlandverschickung), um sie in Sicherheit zu bringen.
Zur Bombardierung wurden Spreng- sowie Brandbomben verwendet. Die Sprengbomben deckten dabei durch ihre enorme Druckwirkung gezielt die Dächer der Häuser ab, damit das Phosphor der nachfallenden Brandbomben direkt in die Wohnungen und Treppenhäuser gelangen konnte. Die fast ausschließlich aus Holz bestehenden Treppenhäuser übertrugen die Flammen der Zimmerbrände in die unteren Geschosse und sorgten für das vollständige Ausbrennen der Gebäude.
Die Angriffe beschränkten sich immer auf einen Sektor der Stadt. Zentraler Ausgangspunkt war der 147,3 m große Turm der Nikolaikirche, deren Ruine nicht wieder aufgebaut wurde und heute als Mahnmal und Dauerausstellung zur Operation Gomorrha dient.
Um den gefürchteten Feuersturm auszulösen, wurden vor allem die Ränder des Sektors bombardiert. Der dadurch entstehende Wind auf das Zentrum des Sektors sorgt für die flächendeckende Zerstörung.
An dem Tag, als der Sektor mit den Stadtteilen Eppendorf, Winterhude und Hoheluft angegriffen werden sollte, waren Gewitterwolken am Himmel. Um den Bestand an Bombern nicht zu gefährden, wurde der Angriff abgesagt. Die Stadtteile blieben weitgehend unzerstört.

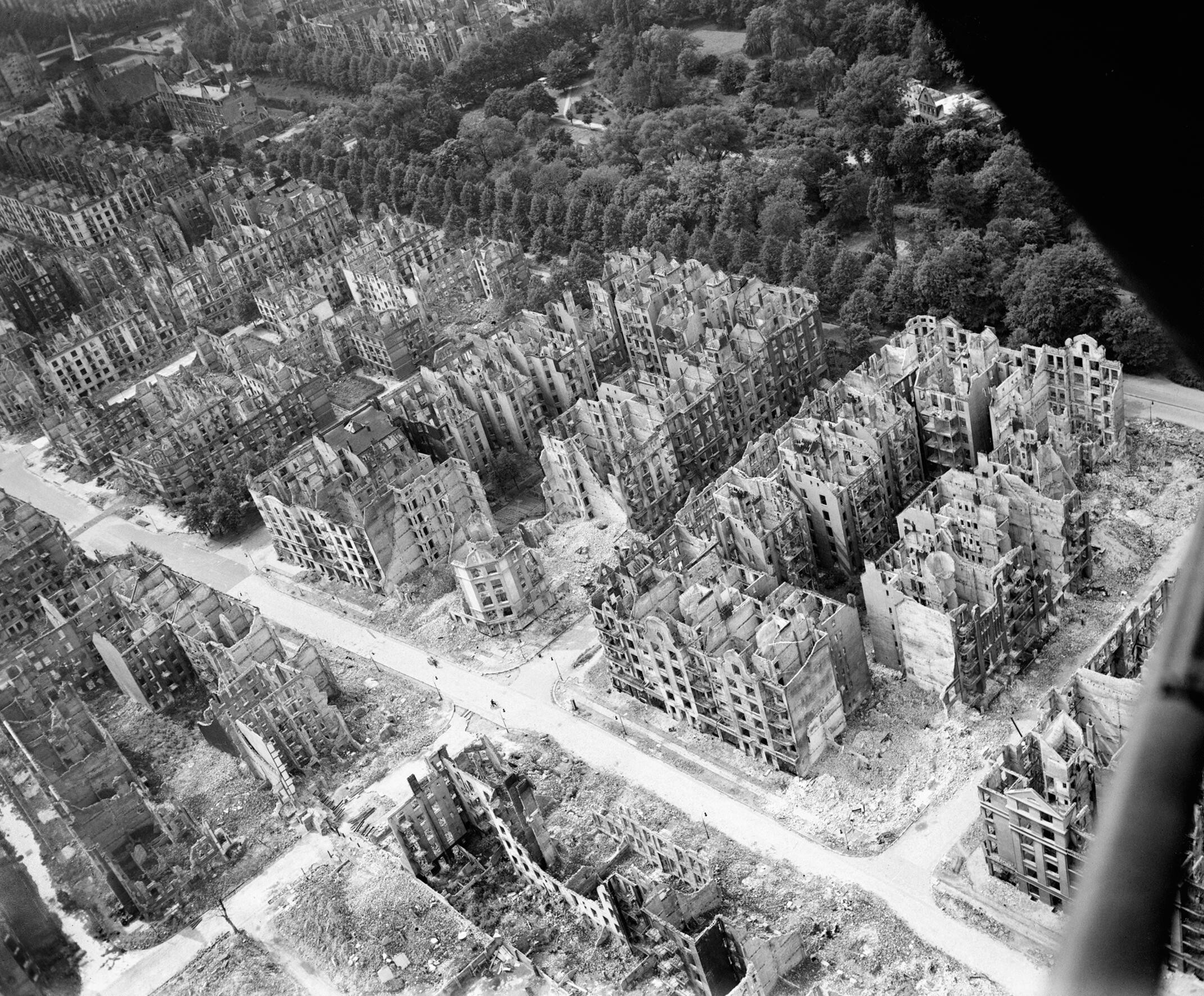
Straßenzug Eilbeker Weg nach dem Bombenangriff 1943

Die gebauten Bunker zum Schutz der Bevölkerung konnten zu dieser Endphase des Krieges nur einen bedingten Schutz bieten, da während des Krieges immer größere Bomben hergestellt wurden, denen die Bunker nicht standhalten konnten. Auch führte der Sauerstoffbedarf der Brände zur Erstickung der Eingeschlossenen.

### Kriegsende
Am 2. Mai 1945 wurde der Generalmajor Alwin Wolz zum Kampfkommandanten von Hamburg ernannt. Mit Gauleiter Karl Kaufmann war er sich über die ausweglose Lage Hamburgs einig. Nachdem auch Reichspräsident Karl Dönitz, der sich mit der letzten Reichsregierung in den Sonderbereich Mürwik abgesetzt hatte, einer kampflosen Übergabe Hamburgs zugestimmt hatte, begleitete Wolz am 3. Mai 1945 die von Hans Georg von Friedeburg geführte deutsche Delegation zum britischen Hauptquartier bei Lüneburg. In der Villa Möllering unterschrieb Wolz sogleich die Bedingungen zur Übergabe der Stadt. Erst am Folgetag wurde die durch Karl Dönitz autorisierte Teilkapitulation der Wehrmacht für Nordwestdeutschland, Dänemark und die Niederlande sowie Schleswig-Holstein von der deutschen Delegation auf dem Timeloberg südlich von Lüneburg unterschrieben. Doch schon am Nachmittag des 3. Mai 1945 marschierten die britischen Soldaten in Hamburg ein und Wolz übergab im Rathaus offiziell die Stadt dem Brigadegeneral Spurling. Gauleiter Karl Kaufmann wurde am 4. Mai verhaftet, Wolz ebenfalls, Bürgermeister Krogmann eine Woche später. Die Briten begannen alle Bereiche des öffentlichen Lebens zu kontrollieren. Mit der Kapitulation der Wehrmacht am 8. Mai 1945 wurde Hamburg Teil der Britischen Zone, daran anschließend erneut ein eigenständiges Land und 1949 Bundesland der Bundesrepublik Deutschland.